# Ctenotus lancelini
Ctenotus lancelini é uma espécie de réptil escamado da família Scincidae.
Apenas pode ser encontrada na Austrália.